# ジャネット・クライン
ジャネット・クライン（Janet Klein）はアメリカのミュージシャンである。

## 概要
オールディーズ、つまり第2次世界大戦以前（1910年代～30年代）のアメリカのポップス、ヴォードヴィル、ブルース、ラグタイム、ジャズ、ハワイアンなどを好んで歌い演奏している（主にウクレレ）。ファッションへのこだわりも徹底していて、アルバムジャケットやステージでは20世紀前半のアメリカまたはヨーロッパ風の服装で登場する。グラフィック・デザイナーという一面を持ち、アルバムジャケットや自身の公式サイト、ライヴの告知ポスターのデザインも手がけている。
ステージ上では「パーラー・ボーイズ」（Parlor Boys）と呼ばれるバンドがジャネットをサポートしている。彼女がこれまで発表しているアルバム（最初のアルバムを除く）の名義は「ジャネット・クライン・アンド・ハー・パーラー・ボーイズ」（Janet Klein & Her Parlor Boys）となっている。
往年の曲についての博識とマニアックな選曲（本人曰く「ほとんど知られていなく、愛らしく、いかがわしい曲」）、そして明瞭な歌声は、懐メロファンだけでなく他の音楽ファンも惹きつけている。
ジャネットはアメリカだけでなく日本でも人気を得ている。日本の過去の曲にも関心を寄せていて、アルバム「レディ・フォー・ユー」国内盤では「銀座カンカン娘」、「泣かせて頂戴」を日本語でカヴァーしている。2008年には同年の来日公演のライヴを収録した2枚組CD-Rを3枚同時発表し親日家ぶりを示している。

## ディスコグラフィー
- 「カム・イントゥ・マイ・パーラー（Come Into My Parlor）」（1998年）

国内盤は未発売。
- 「パラダイス・ウォブル（Paradise Wobble）」（2001年）

国内盤は未発売。
- 「プット・ア・フレーバー・トゥ・ラヴ（Put A Flavor To Love）」（2002年）

国内盤は米国盤未収録の「Exactly Like You」を収録。米国盤に収録されている「When Jenny Does Her Lowdown Dance」は国内盤には未収録。また、国内盤の曲順は米国盤とは異なっている。
- 「スキャンダルズ（Janet Klein's ScandalsまたはLiving In Sin）」（2004年）

国内盤は米国盤未収録の「Jackass Blues」を収録。米国盤に収録されている「Big Time Woman」は国内盤には未収録。国内盤の曲順は米国盤とは異なっている。
- 「OH！」（2006年）
- 「レディ・フォー・ユー（Ready For you）」（2008年）

国内盤は「銀座カンカン娘」と「泣かせて頂戴」をボーナストラックとして収録。米国盤に収録の「I don't know whether to do it or not」は国内盤には未収録。国内盤の曲順は米国盤とは異なっている。
- 「レディ・フォー・ユー　ジャパン・ツアー 2008 08/07/23」（2008年）

渋谷Duo Music Exchangeでのライヴ。（ホイホイレコード ）
- 「レディ・フォー・ユー　ジャパン・ツアー 2008 08/07/24」（2008年）

福岡Gate's 7でのライヴ。（ホイホイレコード ）
- 「レディ・フォー・ユー　ジャパン・ツアー 2008 08/07/29」（2008年）

横浜Thumbs Upでのライヴ。（ホイホイレコード ）